# Skate Canada International de 1974
O Skate Canada International de 1974 foi a segunda edição do Skate Canada International, um evento anual de patinação artística no gelo organizado pelo Skate Canada. A competição foi disputada na cidade de Kitchener, Ontário, Canadá.

## Eventos
- Individual masculino
- Individual feminino
- Dança no gelo

## Medalhistas
| Evento                        | Ouro                                               | Prata                                          | Bronze                                        |
| Individual masculino detalhes | Ron Shaver · Canadá                                | Minoru Sano · Japão                            | Charles Tickner · Estados Unidos              |
| Individual feminino detalhes  | Lynn Nightingale · Canadá                          | Anett Pötzsch · Alemanha Oriental              | Wendy Burge · Estados Unidos                  |
| Dança no gelo detalhes        | Irina Moiseeva · Andrei Minenkov · União Soviética | Colleen O'Connor · Jim Millns · Estados Unidos | Janet Thompson · Warren Maxwell · Reino Unido |

## Resultados

### Individual masculino
| Pos.              | Nome            | Nacionalidade  |
| ----------------- | --------------- | -------------- |
| Medalha de ouro   | Ron Shaver      | Canadá         |
| Medalha de prata  | Minoru Sano     | Japão          |
| Medalha de bronze | Charles Tickner | Estados Unidos |
| 4                 | Robert Rubens   | Canadá         |
| 5                 |                 |                |
| 6                 |                 |                |
| 7                 |                 |                |
| 8                 | Stan Bohonek    | Canadá         |
| ...               |                 |                |

### Individual feminino
| Pos.              | Nome               | Nacionalidade     |
| ----------------- | ------------------ | ----------------- |
| Medalha de ouro   | Lynn Nightingale   | Canadá            |
| Medalha de prata  | Anett Pötzsch      | Alemanha Oriental |
| Medalha de bronze | Wendy Burge        | Estados Unidos    |
| 4                 |                    |                   |
| 5                 |                    |                   |
| 6                 | Barbara Terpenning | Canadá            |
| 7                 |                    |                   |
| 8                 |                    |                   |
| 9                 |                    |                   |
| 10                |                    |                   |
| 11                | Susan MacDonald    | Canadá            |
| ...               |                    |                   |

### Dança no gelo
| Pos.              | Nome                              | Nacionalidade   |
| ----------------- | --------------------------------- | --------------- |
| Medalha de ouro   | Irina Moiseeva / Andrei Minenkov  | União Soviética |
| Medalha de prata  | Colleen O'Connor / James Millns   | Estados Unidos  |
| Medalha de bronze | Janet Thompson / Warren Maxwell   | Reino Unido     |
| 4                 | Barbara Berezowski / David Porter | Canadá          |
| 5                 |                                   |                 |
| 6                 | Shelley MacLeod / Robert Knapp    | Canadá          |
| 7                 |                                   |                 |
| 8                 | Susan Carscallen / Eric Gillies   | Canadá          |
| ...               |                                   |                 |

## Quadro de medalhas
| Ordem | País              | Medalha de ouro | Medalha de prata | Medalha de bronze |   | Ordem por total |
| ----- | ----------------- | --------------- | ---------------- | ----------------- | - | --------------- |
| 1     | Canadá            | 2               |                  |                   | 2 | 2               |
| 2     | União Soviética   | 1               |                  |                   | 1 | 3               |
| 3     | Estados Unidos    |                 | 1                | 2                 | 3 | 1               |
| 4     | Alemanha Oriental |                 | 1                |                   | 1 | 3               |
| 4     | Japão             |                 | 1                |                   | 1 | 3               |
| 6     | Reino Unido       |                 |                  | 1                 | 1 | 3               |
| TOTAL | TOTAL             | 3               | 3                | 3                 | 9 | —               |